# Testicolo
Il testicolo è una ghiandola appartenente all'apparato genitale maschile, in genere così denominato negli animali cordati, dove rappresenta la gonade maschile.

## Mammiferi
Nei mammiferi ha la funzione principale di produrre gli spermatozoi, la parte dello sperma deputata alla fecondazione, e alcuni ormoni fra i quali il testosterone.

### Anatomia umana
Schema del testicolo

1: Lobuli del didimo/setti

2: Tubuli seminiferi contorti

3: Lobuli del didimo/setti

4: Tubuli seminiferi rettilinei

5: Dotti efferenti

6: Rete testis

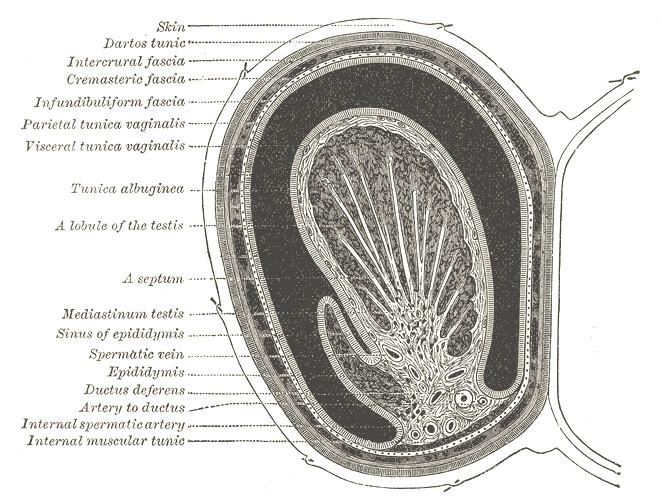
Sezione trasversa della parte sinistra dello scroto e del testicolo sinistro, illustrazione tratta dal testo di anatomia umana Gray's Anatomy.

Nello schema non è presente l'epididimo, una rete contorta che raccoglie le terminazioni dei dotti efferenti e sfocia in un dotto deferente, un tubulo rettilineo.
I testicoli, o didimi, sono di forma ovale e misurano in media 5 centimetri di lunghezza, 3 centimetri circa di larghezza e 3 centimetri circa trasversalmente. Il peso dei testicoli di un adulto è di circa 18-22 grammi l'uno, compreso l'epididimo, che da solo può pesare 4 g. Il testicolo sinistro è posizionato lievemente più in basso del destro, la ragione di ciò è dovuta all'anatomia delle vene genitali, in quanto la vena genitale sinistra si riversa nella vena renale, mentre la destra sfocia nella vena cava inferiore; in ragione della diversa lunghezza, l'elasticità dei condotti venosi permette al testicolo sinistro di discendere più in basso.
I testicoli hanno due funzioni: la produzione degli spermatozoi dal momento della pubertà sino alla morte e la produzione degli ormoni sessuali maschili chiamati androgeni, tra cui il testosterone è il più importante. La produzione degli ormoni da parte dei testicoli è evidente fin dalla nascita, ma aumenta enormemente intorno alla pubertà e si mantiene ad alto livello per tutta l'età adulta fino a manifestare una diminuzione durante gli ultimi anni di vita.
La produzione degli spermatozoi non comincia fino alla pubertà, anche se segue il modello della produzione di ormoni riducendosi in età avanzata. Gli spermatozoi sono prodotti in ogni testicolo in speciali strutture chiamate tubuli seminiferi con l'ausilio e la protezione delle cellule del Sertoli. Questi tubicini sono al centro di ogni testicolo e sono collegati con una serie di condotti che convogliano lo sperma ad altri importanti organi e, alla fine, fuori dal pene, se ciò è richiesto.
In ogni testicolo, vicino ai tubuli seminiferi, ci sono numerose cellule chiamate cellule interstiziali o cellule di Leydig, responsabili della produzione dell'ormone sessuale maschile (testosterone) che viene secreto direttamente nei vasi sanguigni circostanti. Al momento della pubertà, la maggior parte dei cambiamenti che avvengono nel ragazzo è prodotta dalla maggior quantità di testosterone che scorre nel suo corpo. Durante l'eccitazione sessuale i testicoli aumentano di grandezza. Il sangue riempie i vasi sanguigni che si trovano in essi causando il loro ingrandimento. Dopo l'eiaculazione essi tornano alle loro normali dimensioni. Subito prima dell'eiaculazione i testicoli vengono tratti molto vicini al corpo. Dopo l'eiaculazione essi ritornano alla loro posizione usuale nello scroto.
Il medesimo avvicinamento dei testicoli al corpo avviene nei momenti di intensa paura, collera o quando l'uomo ha freddo. In questo modo, naturalmente, il corpo protegge questo meccanismo delicato e vulnerabile. I testicoli pendono fuori dal corpo per potere stare alla temperatura leggermente più bassa che è richiesta per la produzione dello sperma. Quando la stagione è molto calda o durante un bagno tiepido essi pendono più in basso del normale, lontano dal corpo e dal suo calore; al contrario, nella stagione fredda, essi si avvicinano al tepore del corpo per mantenere una temperatura ottimale. Se vengono tenuti alla temperatura corporea, i testicoli non sono più in grado di produrre spermatozoi e l'uomo diventa sterile. Quando i muscoli dell'uomo si tendono, per esempio quando egli si prepara a una fuga o a un'aggressione oppure subito prima dell'eiaculazione, un insieme di muscoli posto nello scroto spinge automaticamente i testicoli verso l'alto, questi sono la fascia spermatica interna e la fascia spermatica esterna.
I testicoli sono normalmente posizionati nelle sacche scrotali già a partire dalla nascita, ma circa nel 3% dei parti a termine (la percentuale aumenta nei parti pretermine) i testicoli (nel 10% dei casi) o uno dei due (90% dei casi) può risultare ancora in addome o nel canale inguinale, situazione che nel 66,6% dei casi si risolve spontaneamente entro 4 mesi dalla nascita a termine (o prevista nel caso dei pretermine) soprattutto se erano nel canale inguinale, diversamente è richiesto un intervento chirurgico per un riposizionamento manuale nello scroto ed evitare le complicanze date da un testicolo trattenuto, quali la maggior tendenza a sviluppare un tumore testicolare.

#### Anatomia microscopica del testicolo

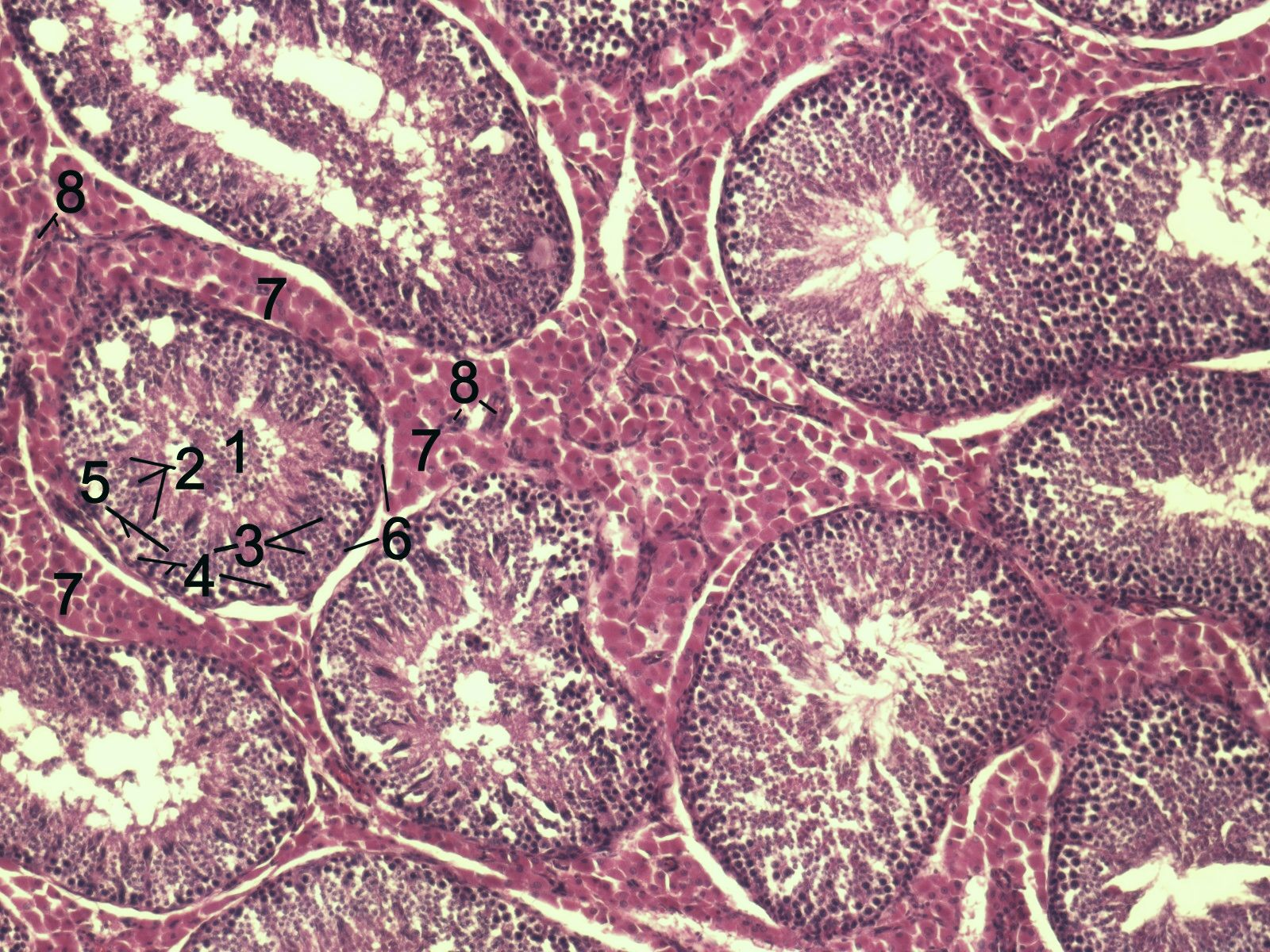
Vista al microscopio del tessuto parenchimale di un testicolo di cinghiale.

Animazione della migrazione degli spermatozoi dalla loro origine alla loro uscita dal dotto deferente A) Vasi sanguigni; B) Testa dell'epididimo; C) Dotti efferenti; D) Tubuli seminifero; E) Lamina parietale della tunica vaginale; F) Lamina viscerale della tunica vaginale; G) Cavità della tunica vaginale; H) Tunica albuginea; I) Lobuli testicolari; J) Coda dell'epididimo; K) Corpo dell'epididimo; L) Mediastino del testicolo; M) Dotto deferente

Il testicolo è costituito dalla tunica albuginea e dalle sue dipendenze, da un parenchima costituito dai tubuli seminiferi, e dallo stroma che circonda i tubuli seminiferi e contenente quest'ultimo le cellule di Leydig a funzione endocrina. La tonaca albuginea è la tonaca più intima del testicolo, costituita da tessuto connettivo fibroso denso con fasci di fibre di collagene ad andamento parallelo; è resistente e inestensibile, spessa tra lo 0,5 e 1 mm, e all'esterno continua con l'epiorchio. Negli strati più superficiali troviamo fibrocellule muscolari lisce mentre negli strati più profondi troviamo fibre elastiche. Dalla faccia profonda dell'albuginea, detta tonaca vascolosa perché riccamente vascolarizzata, si dipartono dei setti convergenti verso il mediastino testicolare (o corpo di Highmoro) che si approfondano all'interno del testicolo delimitando circa 300 logge. Ciascuna loggia ha forma piramidale, con la base volta verso la superficie del testicolo e l'apice in corrispondenza del mediastino testicolare (dà passaggio alla rete testis).
Il parenchima, di colorito roseo giallastro, riempie le logge, all'interno delle quali si organizza in lobuli. Ciascun lobulo contiene tubuli seminiferi contorti, le cui estremità si uniscono a formare i tubuli retti che sboccano nella rete testis, posta a livello del mediastino testicolare, una serie di tubuli riccamente anastomizzati. Dalla rete testis si dipartono circa 15-20 condottini efferenti che confluiscono a formare l'epididimo. I tubuli seminiferi contorti sono lunghi da 30 cm a 70 cm e occupano il poco spazio a loro disposizione grazie al loro andamento convoluto.
La parete dei tubuli seminiferi è costituita da epitelio pluriseriato detto epitelio germinativo che poggia su una lamina propria. L'epitelio germinativo comprende accanto alle cellule germinali in diverso stato differenziativo le cellule del Sertoli, che sono cellule di sostegno. Le cellule del Sertoli sono cellule di derivazione mesodermica non spermatogeniche che oltre a sostenere e a nutrire gli spermatozoi svolgono importanti funzioni endocrine. Si estendono per tutto lo spessore dell'epitelio con la base che poggia sulla membrana basale e l'apice verso il lume; l'apice presenta delle infossature entro cui sono contenute le teste degli spermatidi in via di sviluppo. Sono riconoscibili per il nucleo triangolare con nucleolo evidente e cromatina dispersa. Le cellule del Sertoli sono unite da complessi giunzionali, tight junctions, che suddividono l'epitelio germinativo in due compartimenti conosciuti come basale e come luminale. Le cellule del Sertoli mediano quindi gli scambi metabolici tra il compartimento luminale degli spermatidi quello sistemico costituendo una barriera ematotesticolare che isola gli spermatidi dal resto dell'organismo, proteggendoli dal sistema immunitario.
Il citoplasma è acidofilo, con gocciole lipidiche, scarso RER e abbondante REL. Sono talora visibili aggregati proteici noti come corpi di charcot bottcher. Troviamo anche lisosomi primari e secondari. Le cellule del Sertoli mediano la spermatogenesi e la spermiazione, riassorbono i corpi residui tramite fagocitosi. Svolgono anche funzione endocrina: producono ABP (Androgen Binding Protein), sotto lo stimolo dell'FSH ipofisario che concentra il testosterone favorendo la spermatogenesi; secernono inibina che agisce con feedback negativo a livello ipotalamo ipofisario.
Le cellule germinali sono cellule in vario stadio differenziativo. Quelle in stadio precoce di sviluppo si trovano perifericamente mentre quelle negli stadi tardivi prospettano verso il lume. Il processo attraverso il quale gli elementi cellulari passano dalla periferia al lume prende il nome di spermatogenesi. Dura 74 giorni circa e comprende la spermatogoniogenesi (proliferazione per mitosi delle cellule germinali primitive, da cui originano gli spermatociti primari), la spermatocitogenesi (divisione meiotica degli spermatociti primari a formare spermatociti secondari e da questi gli spermatidi) e la spermiogenesi (differenziazione degli spermatidi in spermatozoi maturi, non si hanno fenomeni moltiplicativi). Nello stroma vi sono le cellule di Leydig che producono sotto lo stimolo dell'ormone ipofisario LH o ICSH ormoni androgeni, dei quali il testosterone rappresenta il prototipo.

## Curiosità
Fra tutte le specie del mondo animale, quella ad avere gli organi sessuali maschili più sviluppati rispetto alla massa totale del corpo è un grillo della specie Platycleis affinis presente anche in Italia. I suoi organi rappresentano il 14% dell'intero corpo; rapportato a un uomo di 80 kg sarebbe come se avesse i testicoli pesanti oltre 5 kg ciascuno.

## Uso alimentare
I testicoli, quando vengono considerati come alimento, prendono il nome di granelli o granelle. Fanno parte della categoria gastronomica delle frattaglie. Vengono utilizzati a scopo alimentare soprattutto quelli di specie di animali di allevamento come bovini, suini, ovicaprini e pollame.